# 파주시의회
파주시의회는 경기도 파주시 지역을 관할하는 기초의회이다.